# 长胫鸟属
长胫鸟属（学名：Longicrusavis，在拉丁语中意为“长胫骨的鸟类”）是原始今鸟型类已灭绝的一个属，化石发现于中国辽宁省朝阳市的大王杖子村。长胫鸟是种栖息在地面上的食肉动物，也是一种涉禽，属于热河生物群中的优势类群红山鸟科。